# Frank London
Frank London (* 1958) je americký trumpetista a hudební skladatel. V roce 1980 úspěšně dokončil bostonskou školu New England Conservatory v oboru afroamerické hudby. Od osmdesátých let vystupuje se skupinou The Klezmatics a na přelomu tisíciletí byl členem souboru Hasidic New Wave. Během své kariéry spolupracoval s řadou dalších hudebníků, mezi které patří John Zorn, Jon Madof, Marc Ribot nebo skupiny Luna a They Might Be Giants. Dále také vydal několik alb pod svým jménem u vydavatelství Tzadik Records.